# Galski ratovi
Pod pojmom Galski rat podrazumijeva se vojni pohod koji je poduzeo rimski vojskovođa Gaj Julije Cezar (Gaius Iulius Caesar) protiv "slobodne Galije" u vremenu od 58. do 51/50. pr. Kr.
Najvažniji izvor o ratu predstavlja spis koji je Cezar napisao pod naslovom Komentari o Galskom ratu (lat. Commentarii de bello Gallico) čiju je 8. knjigu napisao jedan njegov časnik, Aul Hircije. Ovo djelo, koje je i u literarnom smislu jako uspješno, omogućuje točno praćenje pohoda. I pored toga treba imati u vidu da su događaji predstavljeni iz Cezarovog kuta i da ima jako malo drugih povijesnih djela (kao npr. Diona Kasija) koja mogu poslužiti kao izvor.

## Razlozi za rat
U politički nesložnoj "slobodnoj Galiji" obitavao je veliki broj plemena čija su nam imena poznata samo Cezarovim posredstvom. Ta plemena su bila ili čisto keltska, ili su u njima na vlasti bili keltski prvaci. Kraljevska vlast kod Kelta je u vrijeme Cezara već nestala ustupajući mjesto aristokratskoj vladavini. Neka plemena, kao Edui, bila su saveznici Rima. Cijela Galija je bila uvučena u vrtlog ranih seoba naroda, od kojih je jedna Cezaru dala izgovor za napad.
Helveti, koji su naseljavali današnju Švicarsku došli su pod udar Ariovista, za koga se vjeruje da je bio poglavica Sveva, tako da su se morali povući u pravcu Galije. Zbog toga su se 58. godine pr. Kr. obratili Cezaru, kao tamošnjem rimskom upravitelju, jer su željeli prijeći preko rimske provincije koja je nosila naziv Narbonska Galija (lat. Gallia Narbonensis, današnja Provansa). Međutim, Cezar je ovo odbio i dao izgraditi zid koji bi Helvete spriječio u njihovom naumu. Helveti su jednostavno zaobišli ovaj zid, pa i rimsku provinciju Narbonsku Galiju, ali je Cezar ipak okupio armiju uzevši i dvije novoformirane legije iz Italije i stigao Helvete kod mjesta Bibrakta, gdje ih je teško porazio i natjerao na povratak.
Ovakav Cezarov postupak nije bio potpuno legitiman, jer je rimski zakon propisivao da vojska jedino može voditi opravdane ratove, dok je istovremeno Senat jamčio pomoć Eduima koji u tom trenutku, realno, nisu bili ugroženi. Međutim, Cezar je po svaku cijenu želio svoju upravu nad ovim provincijama maksimalno iskoristi kako bi povećao svoj ugled u Rimu, pa je tako kao objavu rata uzeo Ariovistovo naseljavanje u današnjem Elzasu, teritoriju koji je graničio s Galijom, a koju je ovaj svevski poglavica na poklon dobio od jednog plemena, Sekvana, s kojima je zajedno ratovao protiv Helveta. U svojim spisima Cezar je tvrdio da je Ariovist planirao pokoriti cijelu Galiju, pa je u ljeto 58. pr. Kr. krenuo u rat. Ariovist je katastrofalno potučen i samo čudom se uspio spasiti.

## Prvi dio rata
Iako se već u pohodu protiv Sveva pokazalo da rimska armija ne želi ratovati samo da bi zadovoljila ambicije svojih vojskovođa (kasniji rimski povjesničar Dion Kasije izvještava o skoro otvorenim pobunama u Cezaroj vojsci), Cezar se početkom sljedeće godine, 57. pr. Kr. odlučuje za još jedan riskantan pohod. Izgovor je, ovoga puta, našao u navodnoj zavjeri Belga i ostalih Gala, ali mu je pravi cilj od samoga početka bilo pokoravanje cijele "slobodne Galije". Da bi postigao ovaj cilj Cezar je pojačao svoje postrojbe na ukupno osam legija (u ljeto 53. pr. Kr. pod svojim zapovjednštvom imao je cijelih 10 legija). Ovolika koncentracija vojne snage u rukama samo jednog upravitelja provincije sigurno je uznemirila rimski Senat, posebno jer je ova armija postala moćan ratni stroj koji je Cezaru prisegao na vjernost. Ovakav razvitak događaja nije proistekao samo iz Cezarove karizme i njegovog ratnog genija, već i iz činjenice da je on odlično razumijevao i materijalne potrebe svojih vojnika za čije je namirenje, ali i popunjavanje osobnih zaliha, često organizirao pljačkaške pohode protiv galskih sela.
U svom pohodu Cezar se oslanjao i na galske saveznike Rima, kao što su bili Edui koji su jako profitirali od vojnog pohoda iz godine 58. pr. Kr. ali je računao i na poslovičnu galsku neslogu koju je vješto koristio za svoje ciljeve. U prvom naletu rimske legije su prodrle na sjever Galije, teško porazile Belge (pri čemu je pleme Neura gotovo potpuno istrebljeno) i tako izbile na obalu Atlantika. Cezar je javio da je cijela Galija pokorena, što nije odgovaralo istini.
Već sljedeće godine, 56. pr. Kr., Cezar je morao ugušiti nekoliko ustanaka pokorenog stanovništva. Ništa drugačije nije bilo ni u godinama koje su dolazile, tako da je, praktično, svakog ljeta rimska vojska bila angažirana u gušenju pobuna i ponovnom pokoravanju Gala. Da bi jasnije demonstrirao rimsku vojnu superiornost, Cezar je poduzeo i jedan vojni pohod preko
Rajne u kasno ljeto 55. pr. Kr., kao i dvije ekspedicije na Britanska otočje (u ljeto 55. i proljeće 54. pr. Kr.). Po povratku s drugog pohoda u jesen 54. Cezar je opet morao ugušiti galski ustanak, ovoga puta plemena Kornuta, koji su se pobunili zbog nametanja poreza i obveze davati pomoćne postrojbe rimskoj vojsci.
U studenom 54. pr. Kr. rimska vojska je kod Atvatuka pretrpjela težak poraz, kada je kralj Eburona, Ambioriks, uništio jednu legiju i pet kohorta rimske vojske. Cezar, koji je zimu provodio u logoru Samarobriva (danas Amijen) od tada se okrutno svetio civilnom stanovništvo ovog ratobornog plemena.
Da bi zaustavili dalje istrebljenje nedužnog naroda, galske starješine su se okupile i predale Cezaru 53. godine pr. Kr. dozvoljavajući i da se pogube vođe bune. Pošto su iste godine u pomoć nemirnim Galima pristigla i neka germanska plemena, odlučio se Cezar na svoj drugi prelazak preko Rajne. Kako je situacija u Galiji izgledala mirna Cezar je krajem te godine svoje trupe povukao u sjevernu Italiju jer su u Rimu opet izbili politički nemiri. Tu ga je početkom 52. godine pr. Kr. zatekla do tada najveća galska buna.

## Galski ustanak pod Vercingetoriksom (52. pr. Kr.)
Veliki galski ustanak, koji je ugrozio plodove Cezarovih osvajanja, izbio je u Cenabumu (današnji Orléans). Grad su na juriš zauzeli Kornuti koji su za svog vođu uzdigli mladog poglavara Arverna, Vercingetoriksa, koji je odmah pokušao izolirati rimske postrojbe u njihovim obližnjim zimovnicima. Da bi to spriječio Cezar je po snijegom zavijenim planinskim prijevojima doveo svježe snage i ponovo osvojio Cenabum. Tada Gali prelaze na novu, gerilsku taktiku. Umjesto sukoba s bolje opremljenim i odlično uvježbanim rimskim legijama na otvorenom polju, Vercingetoriks se odlučio napasti razvučene rimske opskbrne crte. Tek pošto je nakon ogorčene borbe za Avarikum Cezar uspio 52. pr. Kr. osvojiti ovaj strateški važan grad, rimska vojska je mogla ponovo prijeći u ofenzivu. Najbolji Cezarov vojskovođa, Tit Labijen, dobio je zadaću na sebe privući pažnju galskih snaga, dok bi Cezar napao Arverne. Umjesto očekivane pobjede Rimljani su doživjeli gotovo katastrofalni poraz u bitci kod Gergovije, nakon čega su se i druga galska plemena, do tada rimski saveznici (kao npr. Edui) priključila ustanicima.
Tek u ovakvoj situaciji do punog izraza je došao Cezarov vojnički genij. Umjesto povući se i Galiju prepustiti njenoj sudbini, Cezar kreće u protunapad i u bitci kod današnjeg Dijona na Armankonu porazio je Vercingetoriksa. I tada galski vođa čini svoju fatalnu grešku, koju ni do danas povjesničari nisu uspjeli objasniti. Umjesto da je nastavio s brzim manevrima u susret svojim pomoćnim postrojbama, odlučio je zatvoriti se u tvrđavu Aleziju. U konačnoj bitci između Gala i rimskih snaga u blizini Alezije, Cezar izlazi kao pobjednik a krajem rujna 52. pr. Kr. Vercingetoriks mu se predaje. Kao ratni plijen Vercingetoriks je odveden u Rim i poslije sudjelovanja u Cezarovom trijumfu javno pogubljen.

## Kraj rata
Budući da se bližio kraj njegovom namjesništvu nad ovim provincijama Cezar je požurio rat pobjedonosno privesti kraju. S druge strane, poslije odlaska Vercingetoriksa Gali više nisu imali središnju figuru koja bi mogla nametnuti se kao ratni vođa. Galske poglavice, umorni od rata, koje je Cezar pridobio slatkorječivim obećanjima i bogatim darovima, odlučile su prihvatiti rimsku vlast.
Bilans rata je bio katastrofalan po Gale. Njihova zemlja je bila toliko iscrpljena, plemena toliko prorijeđena, da je čitava provincija bila vojno osigurana već u 50. godini pr. Kr. i to u tolikoj mjeri da je ostala potpuno mirna još i za vrijeme rimskog građanskog rata između Cezara i Pompeja. U ovom ratu Cezar je uspješno koristio protiv svog rivala Pompeja vojne odrede očvrsle u borbama protiv Gala.
Desetkovano stanovništvo Galije brzo je romanizirano, a Galija je postala jedna od najznačajnijih rimskih provincija u kojoj se galo-rimska kultura očuvala i poslije pada Zapadnog Rimskog Carstva u 5. stoljeću Kristove ere.

## Vanjske poveznice
- "De Bello Gallico" and Other Commentaries at Project Gutenberg.